# 仲程仁美
仲程 仁美（なかほど ひとみ、1985年1月31日 - ）は、日本の女性ファッションモデル。モデルエージェンシーFLOSを経て現在はOFFICE RHIZOME所属。

## 略歴
沖縄県那覇市出身。沖縄アクターズスクール在籍時には、トップグループであるB.B.WAVESに所属。
2002年、女子中高生向けファッション雑誌『SEVENTEEN』のオーディションで「ミスセブンティーン2002」に選ばれ、同誌専属モデルとなった。2004年からは姉妹誌『PINKY』の専属モデルにもなった。
モデル業以外ではテレビドラマ『WATER BOYS2』や映画『デビルマン』などへの出演がある。
2009年4月にプロサッカー選手の根占真伍と結婚。結婚後、芸能活動を休止したが、夫の選手引退を機に、2013年に故郷である沖縄へ移住。芸能活動を再開した。

## 出演

### テレビドラマ
- ブルーもしくはブルー（NHK、2003年）
- ライオン先生（日本テレビ、2003年） - 遠藤沙織 役
- WATER BOYS2（フジテレビ、2004年） - 鬼怒川照江 役
- 正しい恋愛のススメ（TBS、2005年） - 小泉美穂 役
- 魔弾戦記リュウケンドー（テレビ東京、2006年） - 高倉律子 役
- 月曜ゴールデン「示談交渉人～甚内たま子・裏ファイル6～」（TBS、2008年5月27日） - 白石彩花 役

### ラジオ
- 仲程仁美のナンクルナイサァ☆（2003年）

### 映画
- デビルマン（2004年） - 沙織 役
- 仮面ライダー THE FIRST（2005年） - めぐみ 役

### CM
- Aeon　20日30日５％オフ（2005年6月 - ）
- e-maのど飴（味覚糖2003年9月 - 2004年8月）
- レオパレス21（2004年10月 - 2005年3月）
- 8×4（ニベア花王2006年）榮倉奈々・徳澤直子と共演
- 燃えろ!熱血リズム魂 押忍!闘え!応援団2（任天堂、2007年）
- TOKYO HEART（東京メトロ、2007年）
- J-Debit（日本デビットカード推進協議会、2007年）
- 倖田來未10周年CD告知CM（avex、2009年）

### 雑誌
- セブンティーン（集英社、2002年10月 - ）専属モデル
- PINKY（集英社、2004年8月 - ）専属モデル
- Teens'Cecile（セシール、2004年10月 - ）専属モデル